# Angophora leiocarpa
Angophora leiocarpa är en myrtenväxtart som först beskrevs av Lawrence Alexander Sidney Johnson och Gregory John Leach, och fick sitt nu gällande namn av K.R.Thiele och Pauline Y. Ladiges. Angophora leiocarpa ingår i släktet Angophora och familjen myrtenväxter. Inga underarter finns listade i Catalogue of Life.